# Apuliai vízvezeték

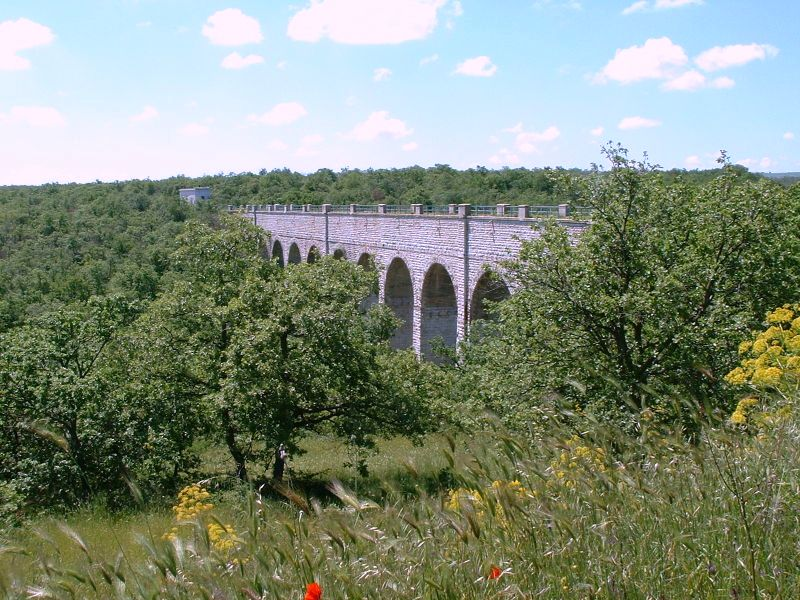
Az apuliai vízvezeték Ruvo di Puglia mellett

Az apuliai vízvezetéket (olaszul acquedotto pugliese) Puglia régió száraz vidékeinek öntözését szolgálja. A campaniai Sele folyó vizét továbbítja. Napjainkban az Acquedotto Pugliese s.p.a.  felügyelete alatt áll. Európa leghosszabb működő vízvezetéke.
Megépítésének ötlete Antonio Jattától származik, aki 1906-ban felvetette a régió vízellátási problémáinak rendezését. Ezzel egy évezredes problémát akart megoldani, hiszen a lakosság már az ókorban szembesült a vízhiánnyal, ezt Horatius is megemlíti feljegyzéseiben. Mivel nagyon kevés édesvízforrás található a vidéken, a lakosság az esővizet is ciszternákba gyűjtötte. A vízhiány miatt gyakoriak voltak a különféle járványok. 
A vízvezeték 1915-ben elérte Bari városát, majd később Brindisit (1918) és Leccét (1927) is bekötötték. 
A vízvezeték a Dauniai-szubappenninekből eredő Sele folyó vizét a Tavoliere delle Puglién keresztül továbbítja a száraz Murgia és Salento településeire.